# Schansspringen op de Olympische Winterspelen 1952

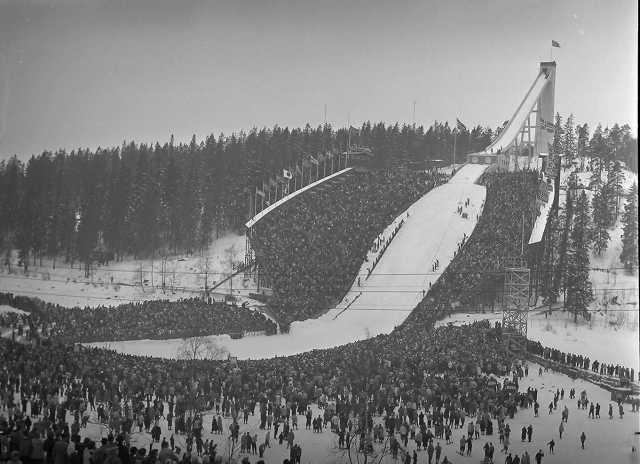
de Holmenkollen schans in 1952

Schansspringen is een van de sporten die beoefend werden tijdens de Olympische Winterspelen 1952 in Oslo, Noorwegen. 

## Heren
| rang   | sporter(s)         | land | sprong 1 (m) | sprong 2 (m) | totaal (ptn) |
| ------ | ------------------ | ---- | ------------ | ------------ | ------------ |
| Goud   | Arnfinn Bergmann   | NOR  | 67.5         | 68.0         | 226.0        |
| Zilver | Torbjørn Falkanger | NOR  | 68.0         | 64.0         | 221.5        |
| Brons  | Karl Holmström     | SWE  | 67.0         | 65.5         | 219.5        |
| 4      | Toni Brutscher     | GER  | 66.5         | 62.5         | 216.5        |
| 4      | Halvor Næs         | NOR  | 63.5         | 64.5         | 216.5        |
| 6      | Arne Høl           | NOR  | 66.5         | 63.5         | 215.5        |
| 7      | Antti Hyvärinen    | FIN  | 66.5         | 61.5         | 213.5        |
| 8      | Sepp Weiler        | GER  | 67.0         | 63.0         | 213.0        |